# Skomelno
Skomelno (en allemand : Skomelno) est une commune du district de Rokycany, dans la région de Plzeň, en République tchèque. Sa population s'élevait à 215 habitants en 2021.

## Géographie
Skomelno se trouve à 13 km au nord-nord-est de Rokycany, à 23 km au nord-est de Plzeň et à 63 km à l'ouest-sud-ouest de Prague.
La commune est limitée par Chomle au nord, par Vejvanov à l'est, par Přívětice au sud et par Radnice à l'ouest.

## Histoire
La première mention écrite du village date de 1379.

## Transports
Par la route, Skomelno se trouve à 16 km de Rokycany, à 28 km de Plzeň et à 72 km de Prague. 